# Saint-Aubin-des-Bois (Eure-et-Loir)
Saint-Aubin-des-Bois ist eine französische Gemeinde mit 1.127 Einwohnern (Stand: 1. Januar 2022) im Département Eure-et-Loir in der Region Centre-Val de Loire. Sie gehört zum Arrondissement Chartres, zum Kanton Chartres-3 und ist Mitglied im Gemeindeverband Chartres Métropole. Die Einwohner nennen sich Saint-Aubinois.

## Geographie
Saint-Aubin-des-Bois liegt etwa neun Kilometer westnordwestlich von Chartres. Umgeben wird Saint-Aubin-des-Bois von den Nachbargemeinden  Mittainvilliers-Vérigny im Nordwesten und Norden, Bailleau-l’Évêque im Norden und Osten, Amilly im Südosten, Cintray im Süden, Saint-Luperce im Süden und Südwesten sowie Fontaine-la-Guyon im Westen.

## Bevölkerungsentwicklung

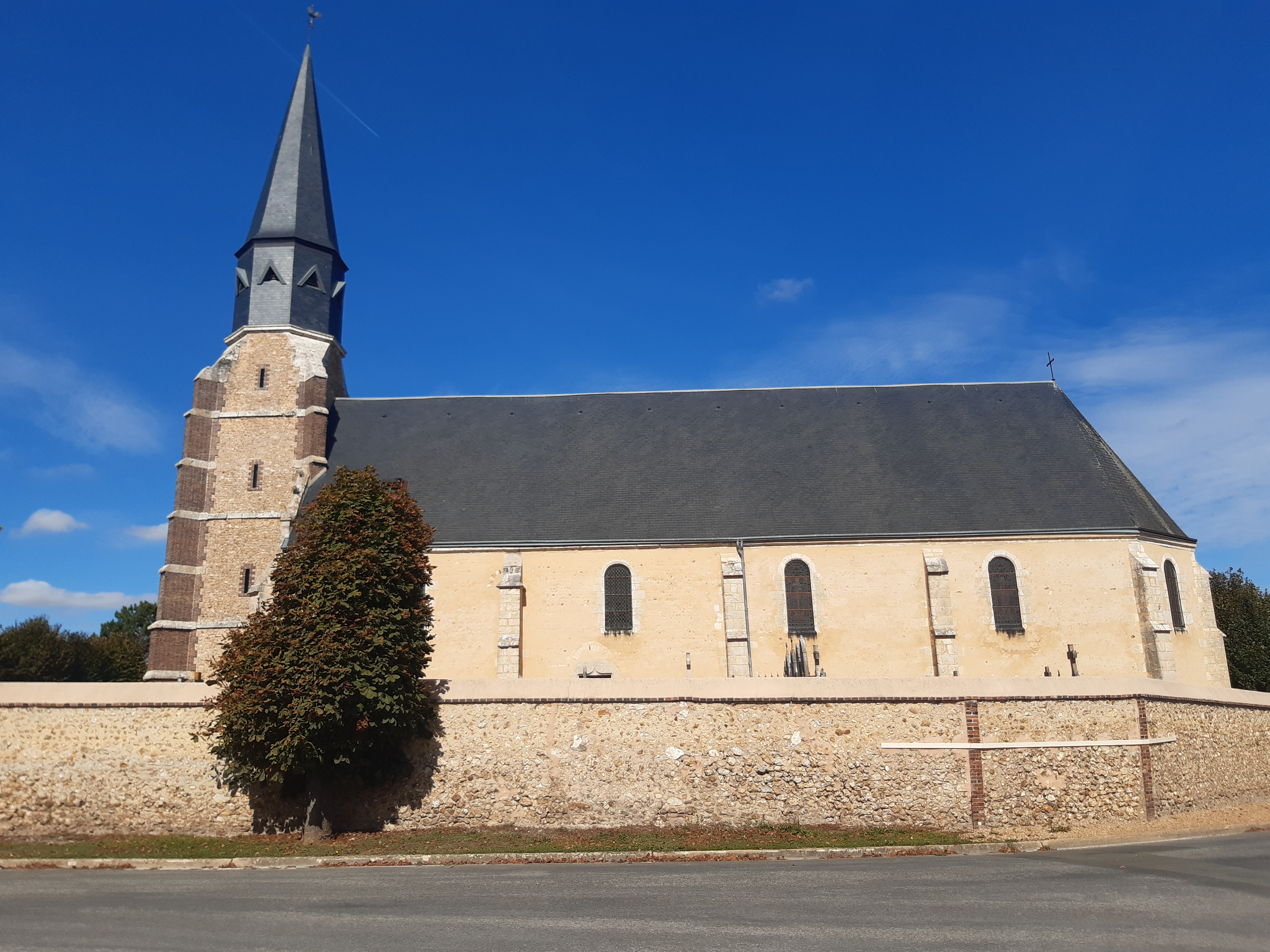
Kirche Saint-Aubin

| Jahr                       | 1962 | 1968 | 1975 | 1982 | 1990 | 1999 | 2006 | 2013 | 2020 |
| Einwohner                  | 316  | 313  | 424  | 614  | 868  | 987  | 954  | 951  | 1055 |
| Quellen: Cassini und INSEE |      |      |      |      |      |      |      |      |      |

## Verkehr
Saint-Aubin-des-Bois liegt an der Bahnstrecke Paris–Brest und wird im Regionalverkehr mit TER-Zügen bedient.